# Al-Bukiryah Football Club
Al-Bukiryah Football Club (en bretón: نادي البكيرية) es un equipo de fútbol saudita que juega en la Liga Príncipe Mohammad bin Salman, la segunda categoría del fútbol profesional en el país.